# La Hiniesta

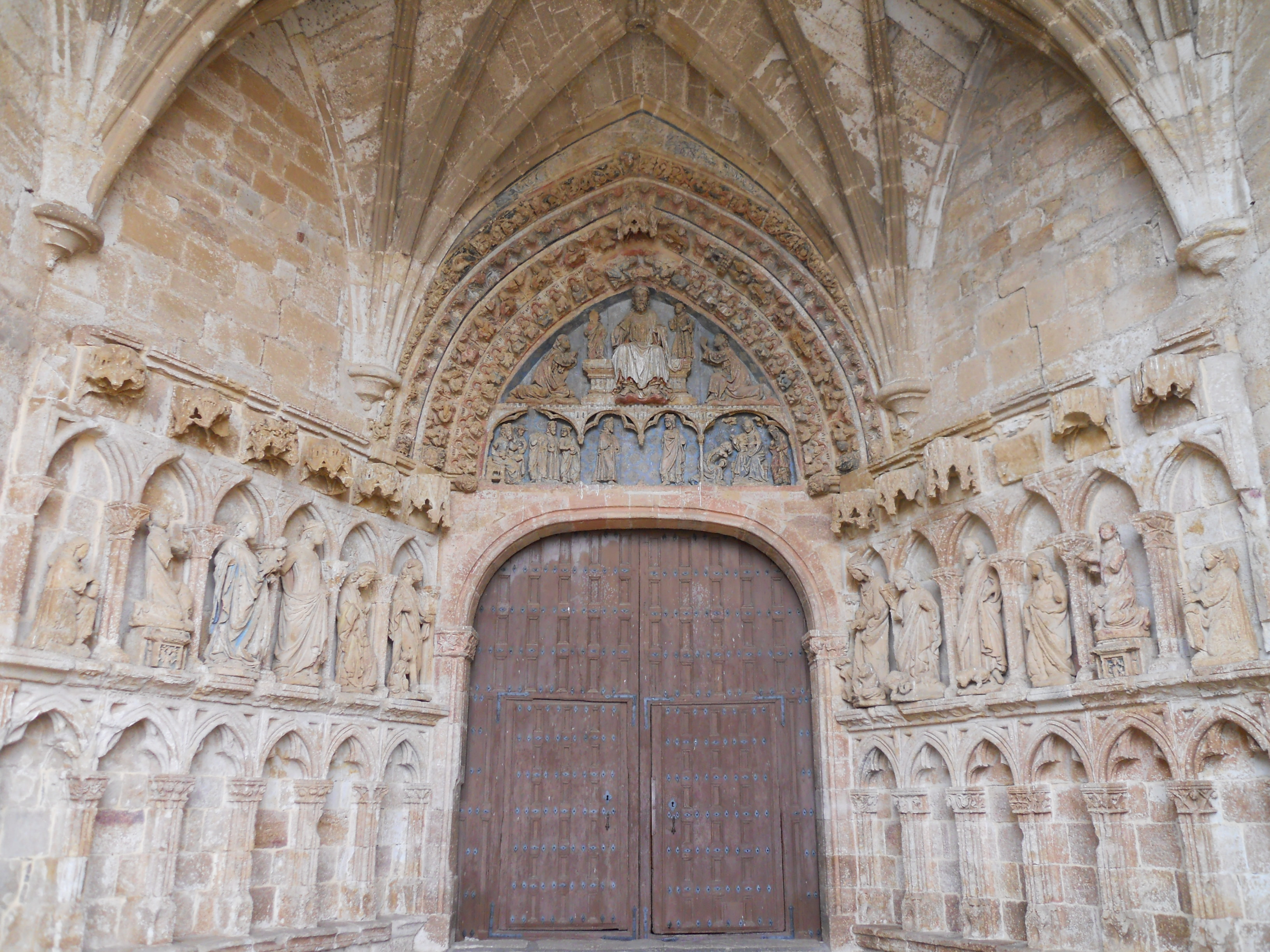
Portal der Kirche

La Hiniesta ist ein nordwestspanischer Ort und eine Gemeinde (municipio) mit 307 Einwohnern (Stand: 2024) in der Provinz Zamora in der Autonomen Gemeinschaft Kastilien-León.

## Lage
Der Ort La Hiniesta liegt gut 10 km (Fahrtstrecke) nordwestlich der Provinzhauptstadt Zamora in der kastilischen Hochebene in einer Höhe von ca. 690 m. Das Klima im Winter ist durchaus kalt, im Sommer dagegen warm bis heiß; die eher spärlichen Niederschläge (ca. 470 mm/Jahr) fallen übers Jahr verteilt.

## Bevölkerungsentwicklung
| Jahr      | 1857 | 1900 | 1950 | 2000 | 2020 |
| Einwohner | 582  | 866  | 728  | 383  | 313  |

Bis in die 1920er Jahre gehörte auch der Nachbarort Roales zur Gemeinde La Hiniesta. Infolge der Mechanisierung der Landwirtschaft, der Aufgabe von bäuerlichen Kleinbetrieben („Höfesterben“) und des damit einhergehenden Verlusts von Arbeitsplätzen ist die Einwohnerzahl der Gemeinde seit den 1950er Jahren kontinuierlich bis auf die Tiefststände der letzten Jahre zurückgegangen.

## Wirtschaft
Die Landwirtschaft spielt traditionell die größte Rolle im Wirtschaftsleben der Gemeinde; Überschüsse konnten auf den Märkten von Zamora verkauft oder getauscht werden.

## Geschichte
Die Gründung des Ortes geht auf die Zeit der Rückeroberung (reconquista) und Wiederbevölkerung (repoblación) im 12. Jahrhundert zurück. Eine Legende berichtet, dass der kastilische König Sancho IV. (reg. 1284–1295) während einer Jagd in einem Ginsterbusch (hiniesta) ein Marienbild gefunden habe; jedenfalls stiftete er den Bau einer Kollegiatkirche und befreite die Bewohner des Ortes im Jahr 1290 von Steuern und Abgaben. Daraufhin erlebte der Ort eine Blütezeit.

## Sehenswürdigkeiten
Die aus exakt behauenen Steinen errichtete und von einem in der Barockzeit hinzugefügten querstehenden Glockengiebel überhöhte Kollegiatkirche Santa María la Real ist ein einschiffiger gotischer Bau des ausgehenden 13. Jahrhunderts mit einem sehenswerten Portal mit figürlich gestaltetem Tympanonfeld. Dieses wird von einem Vorbau mit seitlichen Gewändefiguren geschützt, so dass sich Farbreste erhalten haben, und zeigt in der unteren Ebene Szenen der Kindheit Jesu, der im oberen Feld als Weltenrichter erscheint. Im Innern der Kirche sind weitere Figuren aus dem frühen 13. Jahrhundert zu sehen.